# たみ優子
たみ 優子（たみ ゆうこ、1984年9月21日 - ）は、日本の元タレント。徳島県出身。よしもとクリエイティブ・エージェンシー大阪に所属していた。

## 人物
NSC女性タレントコース5期生、同期につぼみメンバーのKOMAGOME(元こまごめピペット)（杉山優華・松下千紘）、福田多希子(元つぼみメンバー、元吉本新喜劇座員)、小寺真理（元つぼみメンバー、吉本新喜劇座員、吉本坂46メンバー）、福田麻貴（元つぼみメンバー、3時のヒロイン）、森碕ひろか（元つぼみメンバー、吉本所属女優）、友利愛美（元YGA、現シャノワール所属）、大端絵里香（元吉本新喜劇座員、元シンフォニア、飲食店経営者）らがいる。
愛称は、たみ、ぶみ。
吉本発ガールズユニット（当時）つぼみの元メンバー。ユニット内の旧チーム体制ではチームfunnyに所属していた。卒業後もつぼみメンバー内のTwitterやブログにて近況が報告されたり、つぼみメンバー及びOGと一緒に写っている写真が掲載されたりしている。
同じくNSC女性タレントコース5期生で元つぼみメンバーである原田真理子(現桂おとめ)と「赤に白はピンクです」というお笑いコンビを組んでいた、しかし原田が女性タレントコースアシスタントとなってからはコンビでの活動は大幅に減少、後にほぼ活動休止状態となっていた。その後、身長が171cmあり、イベントではそれをネタにした「170↑↑」というユニットを加藤茉奈と組むことがあった。一方で同じくつぼみに在籍していた福田多希子とイベント限定で「日本人形」というユニットを組んでいた。
モノマネのレパートリーに、ダルビッシュ有(当時北海道日本ハムファイターズ所属)、鳩山幸、蓮舫などがあった。ニコニコ動画では、たみラヅカ歌劇団、無表情楽団などのコーナーを担当していた。
座右の銘は｢ルールは破るが、マナーは守る｣。
母の美意識の影響で、常に鏡を見てしまう癖がついてしまった。
ちびまる子ちゃんが大好きである。
福田麻貴や小寺真理と並んで「ひんぬー（貧乳）三姉妹」と呼ばれていた、きっかけは女性タレントコースの同期で元つぼみメンバーだった桜井ちよみ（後に吉本東海支部移籍を経てフリーランスとなる）に小寺が「誰が大きい？」と尋ねて実際に胸を触らせて大きさを鑑定した事から、3人の中では（胸の大きさ順で）長女であった、自身が卒業した翌年の2014年3月30日に福田と小寺が卒業した為、ひんぬー三姉妹全員がつぼみからいなくなってしまった。
2011年12月27日に日本テレビ系列で放送された「ものまねグランプリ～ザ・トーナメント2011～」内のミニコーナー「トルネードそっくりSHOW!」にてダルビッシュ有のそっくりさんとして出場したところ、「このコーナー始まって以来の○がゼロと言う結果」となった、その後司会者に「誰に（ダルビッシュ有に）似ていると言われますか？」と尋ねられた際「親戚のおっちゃんに」と答えていた、しかしこれがタレントとして最初で最後の全国ネット出演となった。
2013年3月31日に5upよしもと（現・よしもと漫才劇場）で行われた「つぼみの開花宣言FINAL」を最後に今井希世、人妻ニャンコ（当時の芸名はじぇじゅん♀）と共につぼみを卒業と同時によしもとを退社し芸能界引退、活動休止状態であったお笑いコンビ「赤に白はピンクです」とつぼみ内で組んでいたユニットも事実上解散となった。
2015年4月26日に梅田HEP HALLで行われた「TSUBOMI LIVE～梅田でごめんね。1000日前からI Love you～」にてOGとしてゲスト出演し現メンバーらと共に歌とダンスを披露した、その際「今のメンバーはダンスのレベルが凄すぎて私じゃ絶対付いていけない」とコメントした。

### ちびたみについて
ニコニコ生放送では、紙（ルーズリーフ）で作った「ちびたみ」というキャラを登場させていた。 ちびたみの派生型として、りなんなんが作ってくれたぬいぐるみ風の「ちびたみ3D」や、ちびたみの顔を黒く塗った「ジャネット」というキャラクターも存在していた。
ちびたみはたみ優子と一緒に暮らしているという設定になっていたが、実際にはクリアファイルに挟んで保管されている。

## 過去の出演

### インターネット動画
- つぼみのニコニコランド（ニコニコ動画）
- もっと！桜 稲垣早希（ニコニコ動画）　不定期出演

### テレビ
- ものまねグランプリ～ザ・トーナメント2011 （2011年12月27日日本テレビ系列）一般参加者と一緒に「トルネードそっくりSHOW!」に参加。

### DVD
- つぼみの開花宣言!! ～はじめてのDVDガンバリました!～ (2011年2月9日 発売)

### 舞台
- よしもとルーキーズカップ (2010年5月16日､ヨシモト∞ホール大阪)
- よしもとルーキーズカップ ファイナルステージ(2010年6月12日､ヨシモト∞ホール大阪)

他